# Yoshio Inaba

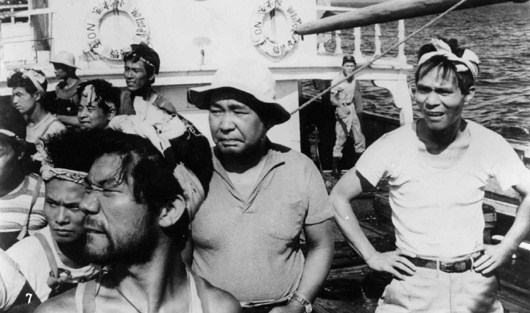
Yoshio Inaba (Mitte), Jukichi Uno (rechts) bei den Dreharbeiten zu Daigo Fukuryū Maru

Yoshio Inaba (japanisch 稲葉 義男, Inaba Yoshio, eigentlich Inaba Yoshihisa; * 15. Juli 1920 in Narita, Präfektur Chiba, Japan; † 20. April 1998 in Suginami, Tokyo, Japan) war ein japanischer Schauspieler.

## Leben und Wirken
Yoshio Inaba machte 1941 seinen Studienabschluss an der Nihon-Universität im Fach Fach Kunst. 1950 nahm er seine Arbeit im Tokioter Theater „Haiyūza“ (俳優座) auf. Er trat auf in Stücken wie Brechts „Der gute Mensch von Sezuan“ oder in Tschechows „Drei Schwestern“ und „Der Kirschgarten“. 1954 machte er sein Filmdebüt in Akira Kurosawas Die sieben Samurai, wo er die Rolle des guten Samurai Gorobei Katayama übernahm und plötzlich im Rampenlicht stand. Er spielte in über 44 Filmen mit, darunter auch einem weiteren Werken Kurosawas.
Weitere Filme sind „Haitatsu sarenai santsū no tegami“ (配達されない三通の手紙) – „Drei Briefe, die nicht zugestellt werden konnten“ unter der Regie Nomura Yoshitarō, der Kriegsfilm „Nihyaku–san kōchi“ (二百三高地) – „Höhe 203“, Regie Toshio Mazuda, „Warui yatsura“ (わるいやつら) – „Schlechte Kerle“. Er trat auch im Fernsehen auf.
Unaba starb 1998 an den Folgen eines Herzinfarktes.

## Filmografie (Auswahl)
- 1954: Die sieben Samurai
- 1955: Samurai II: Duel at Ichijoji Temple (Fortsetzung von Samurai)
- 1955: Verrat an Deutschland
- 1957: Das Schloss im Spinnwebwald
- 1962: Harakiri
- 1965: Samurai Assassin
- 1982: Wenn er in die Hölle will, laß ihn gehen